# 黃顥中
黃顥中，字嗣昭。福建晉江縣人，清朝政治人物、同進士出身。黃凤翔七子。
順治六年（1649年）己丑科进士，授浦江縣知縣，治理當地流民、復興教育，后因病去世。